# Batalla del Cabo Matapán
La batalla del cabo Matapán (griego: Ναυμαχία του Ταίναρου) fue una batalla naval durante la Segunda Guerra Mundial que se libró desde el 27 de marzo hasta el 29 de marzo de 1941 junto al cabo del mismo nombre. El Cabo Matapan se encuentra en la costa sur-occidental de la península del Peloponeso, en Grecia. En la batalla, una flota de la Royal Navy acompañada de varias unidades de la Royal Australian Navy, y bajo el mando del almirante Andrew Browne Cunningham, interceptó y hundió o dañó severamente varios navíos de la Regia Marina italiana, que se encontraban al mando del almirante Angelo Iachino.
La batalla, o al menos sus acciones iniciales, es conocida en Italia con el nombre de batalla de Gaudo.

## Órdenes de batalla
La fuerza aliada estaba compuesta por la Flota del Mediterráneo británica, formada por el portaaviones HMS Formidable, y los acorazados modernizados de la Primera Guerra Mundial HMS Barham, Valiant y Warspite (como buque insignia). La flota principal iba acompañada por dos flotillas de destructores:  
- 10.ª Flotilla: HMS Greyhound, HMS Griffin y HMAS Stuart al mando del comandante Hec. Waller, RAN.

- 14.ª Flotilla: HMS Jervis, HMS Janus, HMS Mohawk y HMS Nubian bajo el mando de Philip Mack.

También se encontraban presentes el HMS Hotspur y el HMS Havock.
También participó una segunda fuerza, al mando de Sir Henry Daniel Pridham-Wippell, consistente en los cruceros ligeros británicos HMS Ajax, HMS Gloucester y HMS Orion, el crucero ligero australiano HMAS Perth y los destructores británicos HMS Hasty, HMS Hereward y HMS Ilex.
El navío australiano HMAS Vendetta se encontraba de regreso en Alejandría.
Además, varios barcos de escolta de convoys se encontraban disponibles: el HMS Defender, el HMS Jaguar y el HMS Juno. En el canal de Kitira aguardaban el HMS Decoy, el HMS Carlisle, el HMS Calcutta, mientras que el HMS Bonaventure y el HMAS Vampire se encontraban cerca.
La flota italiana era liderada por el navío de Iachino, el moderno acorazado Vittorio Veneto. También comprendía casi la totalidad de la fuerza de cruceros pesados italiana: el Zara, bajo el mando del vicealmirante Carlo Cattaneo, el Fiume y el Pola. La acompañaban cuatro destructores de la 9.ª flotilla: el Alfredo Oriani, el Giosué Carducci, el Vincenzo Gioberti y el Vittorio Alfieri. Los cruceros pesados Trieste, que llevaba a bordo al vicealmirante Luigi Sansonetti, el Trento y el Bolzano iban acompañados por tres destructores de la 12.ª flotilla: Ascari, Corazziere y Carabiniere, y por los cruceros ligeros Luigi di Savoia Duca Degli Abruzzi, mandado por el vicealmirante A. Legnano, y Giuseppe Garibaldi. Junto a ellos navegaban nueve destructores de la 6.ª flotilla, incluyendo al Emanuel Pessagno y al Nicoloso de Recco. Ninguno de los barcos italianos montaba radar, mientras que varios de los barcos aliados contaban con él.
En la batalla se vieron implicadas también la 10.ª y 13.ª flotillas de destructores italianas: los Alpino, Bersagliere, Fuciliere, Granatiere, Grecale, Libeccio, Maestrale y Scirocco, entre ellos.

## Trasfondo
Mientras los barcos de la Flota del Mediterráneo cubrían los movimientos de tropas hacia Grecia, los británicos recibieron un informe de inteligencia que informaba de la partida de una flota de batalla italiana con un acorazado, seis cruceros pesados y dos ligeros, además de destructores destinados a atacar los convoyes. La intercepción fue posible gracias a Ultra, la máquina de descifrado aliada, pero este hecho fue ocultado al enemigo. Para ello, un avión de reconocimiento Short Sunderland fue enviado el 27 de marzo deliberadamente sobre la posición de la flota italiana. Como maniobra diversiva posterior, el almirante Cunningham se dejó ver por la tarde en un club de Alejandría, del que salió furtivamente para unirse a la flota.
Por otra parte, se produjo un fallo en la inteligencia del Eje. Los italianos habían sido informados erróneamente de que la Flota Mediterránea de la Royal Navy sólo disponía de un acorazado operativo. En realidad, disponía de tres, y se había efectuado el reemplazo de un portaaviones británico perdido.

## La batalla

Plano de la batalla.

El 27 de marzo, el vicealmirante Pridham-Wippell, con los cruceros Ajax, Gloucester, Orion y Perth y varios destructores, zarpó de El Pireo hacia una posición al sur de Creta. El almirante Cunningham, con el Formidable, el Warspite, el Barham y el Valiant, dejó Alejandría ese mismo día para reunirse con los cruceros.
A las 7:55, del 28 de marzo, el grupo Trento se topó con el grupo de cruceros de Pridham-Wippell, que navegaba hacia el sudeste. Creyendo que intentaban huir, los italianos los persiguieron, abriendo fuego a las 8:12 desde 22.000 metros. Los cañones italianos tuvieron problemas en centrar el fuego, y el bombardeo tuvo escaso efecto. Pasada una hora, los italianos abandonaron la persecución y viraron hacia el noroeste para reunirse con el Vittorio Veneto. Los barcos aliados también cambiaron de rumbo, siguiendo a los italianos a máxima velocidad.
A las 10:55 el Vittorio Veneto se reunió con los cruceros italianos, e inmediatamente abrió fuego sobre los perseguidores aliados desde unos 23.000 metros. Los cruceros aliados se retiraron, con leves daños debidos a metralla de los cañones de 381 mm del acorazado, siendo de nuevo perseguidos por los italianos.

### Ataques aéreos

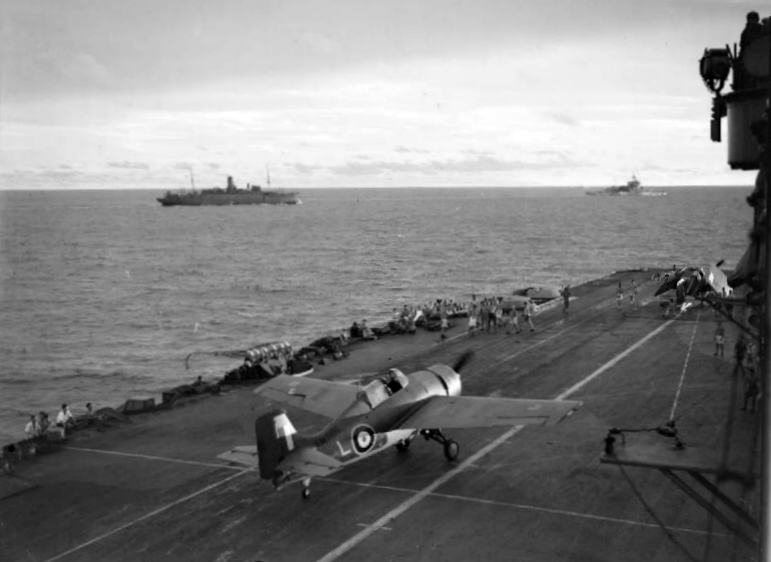
Pista de aterrizaje del HMS Formidable. En el fondo de la imagen se puede apreciar al acorazado HMS Warspite. Foto tomada en 1942 durante maniobras cerca de Madagascar.

Hacia este punto, la fuerza de Cunningham, que estaba intentando reunirse con la de Pridham-Wippell, había lanzado una oleada de aviones torpederos Fairey Albacore desde el HMS Formidable. Los aviones atacaron el Vittorio Veneto sin efecto inmediato, pero las maniobras requeridas complicaron la persecución italiana. Apercibiéndose que frente a la próxima oleada podría no tener tanta suerte, Iachino interrumpió la persecución a las 12:20, retirándose a Tarento en busca de cobertura aérea.
Como temía Iachino, una segunda oleada sorprendió a los italianos a las 15:09. El teniente-comandante Dalyell-Stead pilotó su Albacore a 1 km del Vittorio Veneto, dañando su propulsor de babor y causando una inundación de 4000 toneladas de agua. El navío se detuvo mientras se reparaban los daños, pero fue capaz de reanudar su ruta a las 16:42, a una velocidad de 19 nudos. Cunningham tuvo conocimiento de los daños que había sufrido el acorazado italiano, y comenzó la persecución.
Un tercer ataque, realizado por seis Albacores y dos Fairey Swordfish de los escuadrones 826 y 828 a bordo del Formidable, junto a otros dos Swordfish procedentes del 815 escuadrón basado en Creta, fue lanzado entre las 19:36 y las 19:50. Un torpedo, aparentemente lanzado por el teniente F.M.A. Torrens-Spence, inmovilizó al crucero Pola. Desconocedores de la persecución de Cunningham, se le ordenó a un escuadrón de cruceros y destructores que regresaran y ayudaran al Pola. El grupo estaba formado por los navíos hermanos del Pola, el Zara y el Fiume. No atendieron a la orden hasta que había pasado una hora, oficialmente debido a problemas en las comunicaciones, mientras el Vittorio Veneto y el resto de barcos continuaban rumbo a Tarento.

### Acción nocturna
Los aliados detectaron a los italianos en el radar poco después de las 22:00, y pudieron aproximarse sin ser localizados. Los navíos italianos no esperaban encontrar oposición enemiga de noche, y sus baterías principales estaban desarmadas. Al carecer de radar, tampoco eran capaces de detectar a la flota aliada de otra forma que fuera visión directa, así pues los acorazados británicos Barham, Valiant y Warspite pudieron aproximarse a 3.500 metros de distancia, desde donde abrieron fuego. Las bengalas aliadas iluminaron a sus enemigos. Después de tres minutos, dos cruceros pesados italianos, el Fiume y el Zara, habían quedado destruidos. 
Dos destructores italianos, el Vittorio Alfieri y el Giosué Carducci, fueron hundidos en los primeros cinco minutos. Los otros dos, el Gioberti y el Oriani, pudieron escapar, el primero seriamente dañado. Los aliados consideraron remolcar al Pola hasta Alejandría, pero el amanecer estaba cercano y el peligro de recibir ataques aéreos se tornaba muy alto. Las brigadas de abordaje británicas capturaron varias ametralladoras antiaéreas Breda. 
Así pues, el Pola fue finalmente hundido por torpedos procedentes de los destructores Jervis y Nubian, después de que su tripulación lo abandonara. La única reacción italiana conocida tras la sorpresa, fue una infructuosa carga de torpedos por parte de los destructores y el fuego aleatorio de los cañones de 40 mm del Pola en dirección a los buques británicos.  
Los barcos aliados recogieron a los supervivientes, pero abandonaron el lugar por la mañana, temiendo ataques aéreos del Eje. El almirante Cunningham, en la que fuera una de las acciones más caballerosas de la Segunda Guerra Mundial, ordenó que se enviara una señal en la banda de frecuencias de emergencia de la marina mercante. Esta señal fue recibida por el Alto Mando italiano. Informaba de que debido a ataques aéreos, los navíos aliados habían desistido de sus operaciones de rescate y garantizaba pasaje seguro a un buque hospital. Se emitió la localización de los supervivientes restantes, y el buque hospital italiano Gradisca pudo partir a rescatarlos. Las bajas aliadas ascendían a un único avión torpedero derribado por las baterías antiaéreas de 90 mm del Vittorio Veneto', y la pérdida de los tres miembros de su tripulación. Las pérdidas italianas ascendían a 2303 marineros, en su mayor parte del Zara y del Fiume.

## Consecuencias
Tras la derrota en el cabo Matapán, la flota italiana nunca más se aventuró en aguas del Mediterráneo Oriental, cediéndoselas enteramente a los navíos aliados hasta la caída de Creta. El mando naval italiano perdió toda la confianza en las promesas alemanas de proteger a su flota de ataques en estas aguas. Por ello, la batalla del cabo Matapán proporcionó una importante victoria estratégica a los aliados, que ahora podían concentrar la mayoría de sus limitados recursos contra el Afrika Korps de Rommel, una vez Grecia capitulaba ante las fuerzas alemanas a finales de abril de 1941.
Sigue existiendo controversia en Italia acerca de las órdenes dadas por el almirante italiano Angelo Iachino. En realidad, uno o dos destructores podían haber remolcado fácilmente al Pola fuera del alcance de los acorazados británicos, y haber escapado en caso de toparse con el enemigo. Sin embargo, una división de cruceros pesados completa - Zara, Fiume y cuatro destructores - resultaba totalmente inapropiada tanto para operaciones de remolque como para proteger al Pola. Los grandes navíos italianos no estaban entrenados para el combate nocturno y tenían órdenes de evitar todo contacto enemigo de noche.

## Orden de batalla
De Ordine di Battaglia Italiano.

### Italia
Marina Militare
- Almirante de Escuadra Angelo Iachino
  - 1 acorazado: Vittorio Veneto (dañado)
  - 4 destructores (10a Squadriglia Cacciatorpediniere): Grecale, Libeccio, Maestrale, Scirocco.
  - 4 destructores (13a Squadriglia Cacciatorpediniere): Alpino, Bersagliere, Fuciliere, Granatiere.

- Almirante de División Antonio Legnani
  - 2 cruceros ligeros (8a Divisione Incrociatori): Luigi di Savoia Duca degli Abruzzi, Giuseppe Garibaldi
  - 2 destructores (6a Squadriglia Cacciatorpediniere): Emanuele Pessagno, Nicoloso da Recco.

- Almirante de División Sansonetti
  - 3 cruceros pesados (3a Divisione Incrociatori): Bolzano, Trento, Trieste.
  - 3 destructores (12a Squadriglia Cacciatorpediniere): Ascari, Carabiniere, Corazziere.

- Almirante de División Carlo Cattaneo
  - 3 cruceros pesados (1a Divisione Incrociatori): Fiume (hundido), Pola (hundido), Zara (hundido).
  - 4 destructores (9a Squadriglia Cacciatorpediniere): Vittorio Alfieri (hundido), Giosué Carducci (hundido), Vincenzo Gioberti, Alfredo Oriani.

### Aliados
Marina Real británica
 Marina Real Australiana
Fuerza A, 14th Destroyer Flotilla, 10th Destroyer Flotilla (de la Fuerza C), Fuerza B, 2nd Destroyer Flotilla, Fuerza D
- Almirante Andrew Cunningham
  - 3 acorazados: HM Ships Barham, Valiant y Warspite
  - 1 portaaviones: Formidable
  - 9 destructores: HM Ships Greyhound, Griffin, Jervis, Janus, Mohawk, Nubian, Hotspur, Havock y HMAS Stuart
- Almirante Henry Pridham-Wippell
  - 4 cruceros ligeros: HM Ships Ajax, Gloucester, Orion y HMAS Perth
  - 3 destructores: HM Ships Hasty, Hereward y Ilex
- AG 9 convoy (de Alejandría a Grecia)
  - 2 cruceros ligeros: HM Ships Calcutta y Carlisle
  - 3 destructores: HM Ships Defender & Jaguar and Vampire
- Convoy GA 8 (de Grecia a Alejandría)
  - 1 crucero antiaéreo: Bonaventure
  - 2 destructores: HM Ships Decoy & Juno
  - 1 barco mercante: Thermopylæ (noruego)